# Buariki (atol Tabiteuea)
Buariki – miasteczko w Kiribati w atolu Tabiteuea w archipelagu Wysp Gilberta na Oceanie Spokojnym.